# 斉藤慎二
斉藤 慎二（さいとう しんじ、1982年〈昭和57年〉10月26日 - ）は、日本のお笑いタレント、俳優、声優、元馬主、実業家(現在のメイン・バームクーヘン屋)。お笑いトリオ・ジャングルポケットの元メンバー。同トリオでは主にツッコミ担当（ボケ担当時もあり）。千葉県八千代市出身。妻はタレントの瀬戸サオリ。

## 経歴
中学生の時に見た芝居に感銘を受け、俳優を志すようになる。高校卒業後、桐朋学園芸術短期大学芸術科演劇専攻に進学し卒業、次いで文学座附属演劇研究所本科昼間部を卒業した（43期）。
しかし、文学座研修科生昇格の査定で不採用だったため、営業担当の会社員として一般企業に勤務していた。上司に冗談で吉本に行くことを勧められたが、真に受けて選考に応募、吉本総合芸能学院（NSC）へ入学した。NSCではダンス・歌などの成績が優秀で、選抜クラスに入っていた。2006年に武山浩三（おたけ）、太田博久とお笑いトリオ「ジャングルポケット」を結成した。
2024年9月20日、所属事務所の吉本興業が「本人より、当面の活動を休止したい旨の申入れがありましたのでご報告いたします」と発表し、直後に水曜パーソナリティを務める『ZIP』を皮切りに、すべてのレギュラー番組を降板した。10月7日、吉本興業は女性との間に個人的問題を起こした斉藤と協議のうえ、「マネジメント契約を解除した」と発表した。
2025年現在は、バウムクーヘン専門店「バームSAITOU」を経営している。

## 芸風
- NSCの同期である渡辺直美とのコンビ、渡辺直美と斉藤さんとして「彼氏にピンクローターを仕込まれたファミレス店員」「AV女優のインタビュー」という持ちネタがある。
- 先輩である畑中しんじろう率いる、畑中アイドル軍団・KABUTOの一員。2009年7月に加入した斎藤司（トレンディエンジェル）との区別化のため、KABUTO内では「CHS」と名乗る。CHSとは、ちょっとハゲてる斉藤さんの意。
- 『全裸監督』で村西とおるを演じる山田孝之のものまねをし、その容姿やブリーフにガウンを羽織る姿がよく似ていると評判を得ている。
- 主なギャグに「ハァイ!!」や「ウザ～イ」、「ナイスですね」（村西とおるのモノマネ芸から発展したもの）がある。「ハァイ!!」というギャグはもともと猫塾（現：ぼる塾）の田辺智加のギャグで、ライブで共演した際に2人で一緒にやってから使い始めたという[12]。また、トレンディエンジェル斎藤司の代表ギャグである「斎藤さんだぞ!!」をパクって番組で披露することもある。

## 人物

### 学生時代
幼稚園から高校まで野球一筋であった。八千代松陰高校で野球部に所属し、1年次には当時最上級生だった多田野数人（元北海道日本ハムファイターズ）らの第80回全国高等学校野球選手権大会での活躍をアルプススタンドから応援した。
小・中学生時代はいじめに遭い、仲間はずれにされたり暴力を受けて自殺しようとしたことを、テレビ番組や講演会で語っている。いじめで苦しむ人に対しては、悩み事があったら小さなことでも周りに相談するよう伝えている。

### 競馬
競馬が好き。2013年4月6日から2024年9月21日まで『ウイニング競馬』（テレビ東京系列）のメインMCに抜擢された。
自身のトリオ名の由来とした競走馬「ジャングルポケット」が2021年3月に死んだことをきっかけとして、YouTubeチャンネル「ジャンポケ斉藤、ジャングルポケット産駒を買う」を開設。
2021年10月にジャングルポケット産駒を購入して、地方競馬の馬主となった。2022年1月に自身の考えた馬名「オマタセシマシタ」が登録され、門別競馬場（北海道）の田中淳司厩舎に入厩した。同年6月16日に門別競馬第6競走の「フレッシュチャレンジ競走」でデビュー、9頭立て6着だった。
門別競馬場が冬季休場に入ることから、2022年11月に田中淳司調教師によるアドバイスで、金沢競馬場（石川県）の加藤和義厩舎に、2023年1月に笠松競馬場（岐阜県）の笹野博司厩舎に転厩した。1月26日に行われた笠松競馬第3競走3歳4組に渡邊竜也騎手騎乗で出走し、デビュー10戦目で初勝利した。2023年10月23日に笠松競馬第7競走C2 2組にて、宮下瞳騎手騎乗で2勝目を挙げ、通算獲得金額が117万円となり南関東公営競馬への移籍条件が整った。
最終的には、自身の地元である千葉県の船橋競馬場（船橋市）所属の調教師に転厩させて、オマタセシマシタを競走させることを目標にしていたが、2勝目を挙げて笠松競馬での続戦か船橋競馬への移籍かスタッフと悩んだ末に、船橋競馬場の川島正一厩舎所属に転厩すること、主戦騎乗は森泰斗騎手になることを、2023年11月2日に自身のYouTubeチャンネルで発表した。
2023年12月17日、船橋移籍後2戦目となる船橋競馬第8競走（3歳選抜馬、ダート1200メートル）にて1着となり、悲願であった地元での勝利が実現した。
2024年10月、オマタセシマシタの馬主名義が放送作家の村上卓史に変更されたため、現在所有馬は1頭もいない。

### 嗜好・特技
タン塩にはタレをかけて食べる。
三半規管が強く、バラエティ番組でおなじみの回転企画などでは圧倒的な強さを見せる。

### 家族
2017年12月12日、タレントの瀬戸サオリとの結婚を発表した。2019年8月29日、瀬戸の第1子妊娠を報告。同年11月27日に第1子男児が誕生し、2020年3月6日に瀬戸が報告した。

### 健康問題
2021年1月25日、ライブ出演に伴い検査したところ、新型コロナウイルス感染が判明。症状はなく2月1日から仕事復帰。同年8月11日、発熱があり検査した結果、2回目の新型コロナウイルス感染が判明。その後、同年8月14日に症状悪化により入院。同年8月25日に退院したのちも後遺症が残ったため自宅療養を続け、同年9月2・3日の「キングオブコント2021」準決勝への出場を辞退した。その後、同年9月6日に仕事復帰した。
2023年7月11日放送の『カズレーザーと学ぶ。』（日本テレビ）の番組内で、睡眠時の無呼吸症状が「超重症」で、このまま治療せずに放置すると死の危険もあると専門家から通告された。
2024年8月10日、MCを務める『ウイニング競馬』（テレビ東京）を体調不良を理由に欠席。同年同月14日放送の『ZIP!』（日本テレビ）も斉藤の出演はなく、番組内で同番組司会の水卜麻美が「斉藤さんは体調不良のため当分の間番組をお休みします」と理由を説明し、以後も斉藤の欠席が続いていた。スポーツニッポンの取材によれば、喘息が悪化し入院したとしている。
2024年9月20日、体調不良のため活動を休止することを発表。同年同月25日、『ZIP!』水曜パーソナリティーと『ウイニング競馬』レギュラーを降板することを発表。9月26日、『競馬ブロス』（グリーンチャンネル）も降板することを発表した。

## エピソード
- LIVE STAND 08のネタ中に額を4針縫う怪我を負う、テレビ収録中に太田の肘鉄をまともに喰らって鼻を骨折するなど怪我が多い。
- 『ロンドンハーツ』のネット配信ドッキリのターゲットになり、その動画は累計3,500万回（平均233万回）という再生数を樹立した。
- 2022年11月30日、『THE突破ファイル』（日本テレビ）で税関職員を演じた縁から、同番組で共演している高田夏帆とともに税関の認知度向上に貢献したとして東京税関から2人に感謝状が贈られた[42]。

## 出演

### テレビ番組
レギュラー
- できた できた できた（NHK教育→NHK Eテレ、2010年4月7日 - 2016年3月17日） - 火曜 - 木曜と毎週3回出演
- ウイニング競馬（テレビ東京、2013年4月6日 - 2024年9月21日） - レギュラーMC、トリオでの出演経験もあり。
- ビットワールド（NHK Eテレ、2014年5月 - 2015年6月） - 準レギュラー、『ハッタリ学園』コーナー・シンジ番長
- 七人のコント侍（NHK BSプレミアム、2015年10月 - 12月） - 第11期レギュラー
- モンストアニメ応援プログラム!ストライクショットTV（テレビ東京、2016年10月6日 - 12月27日）[43]
- カズレーザーと学ぶ。（日本テレビ、2022年10月2日 - 2024年8月27日） - 準レギュラー
- ZIP!（日本テレビ、2023年7月5日 - 2024年9月25日） - 水曜パーソナリティ
- 競馬ブロス（グリーンチャンネル、2023年4月4日 - 2024年9月26日）
- 土曜はナニする!?（関西テレビ） - ロケレギュラー

その他
- サウンド・イン"S" スペシャルライブ2020（2020年2月27日収録） - 司会
  - パート1（BS-TBS、2020年3月21日）[44]
  - パート2（BS-TBS、2020年4月18日）
  - 全曲ノーカット完全版（TBSチャンネル1、2020年5月23日）

### ドラマ
- 俺のダンディズム 第5話 - 第9話（2014年5月14日 - 6月11日、テレビ東京） - 須藤和博 役
- 99.9-刑事専門弁護士- 第3話（2016年4月17日、TBS） - 警察官 役
- ゆとりですがなにか 第1話（2016年4月17日、日本テレビ） - 面接官 役
- ON 異常犯罪捜査官・藤堂比奈子（2016年7月 - 9月、関西テレビ・フジテレビ） - 三木健 役
- 幕末グルメ ブシメシ! 第2話（2016年1月25日、NHK BSプレミアム） - 親方 役
- でも、結婚したいっ!～BL漫画家のこじらせ婚活記～（2017年4月4日、フジテレビ） - 斎藤五朗 役
- いつかこの雨がやむ日まで（2018年8月 - 9月、東海テレビ・フジテレビ） - キャバクラの店長 役
- 行列のできる法律相談所「TEAM NACS事件簿」（2021年4月25日、日本テレビ） - 大泉洋 役[45]
- 旅屋おかえり（NHK BSプレミアム） - 青木豪太 役[46][47]
  - 「愛媛編・高知編」「秋田編」（2022年1月25日 - 28日）
  - 「長野編」「兵庫編」（2023年1月30日 - 2月2日）[48]
- 村井の恋（2022年4月6日 - 5月25日、TBS） - 武将3 役
- コンビニ★ヒーローズ〜あなたのSOSいただきました!!〜 第1話（2022年10月19日、関西テレビ 他） - 熊田正一 役[49]

### ラジオ番組
- らじらー! サンデー（NHKラジオ第1放送、2020年12月20日、2021年3月14日、4月4日 - 2023年7月2日） - ゲストMC（月1回出演）
- 地方創生プログラム ONE-J（TBSラジオ・JRN系列32局ネット、2021年7月4日 -2023年8月27日） - 2代目男性パーソナリティ

### 映画
- YOSHIMOTO DIRECTOR'S100「サインプリーズ!」※中川秀樹（ペナルティ）監督作品
- 劇場版 ウルトラマンオーブ 絆の力、おかりします!（2017年、田口清隆監督作品） -  ガッツ星人ドッペルの声 役[50]
- レオン（2018年2月24日公開） - 朝比奈政夫 役

### アニメ
- シザー・セブン（2020年、Netflix） - セブン 役
- ウマ娘 プリティーダービー Season 3 第13話（2023年12月28日、関西テレビ・TOKYO MX 他） - サイトウさん 役[51]
- スコット・ピルグリム テイクス・オフ（2023年、Netflix） - マシュー・パテル役

### 劇場アニメ
- 遊☆戯☆王 THE DARK SIDE OF DIMENSIONS（2016年）- 百済木の手下 役[52]
- それいけ!アンパンマン ドロリンとバケ～るカーニバル（2022年） - 町長 役[53]
- ウマ娘 プリティーダービー 新時代の扉（2024年） - 司会者 役

### 吹き替え
- ジャングル・クルーズ（ウォルト・ディズニー・ジャパン、2021年） - マクレガー・ホートン 役（ジャック・ホワイトホール）[54]

### CM
- 住友生命保険「1UP」（2016年）[55]
- フジテレビジョン「お台場みんなの夢大陸」（2017年7月）
- ライオン×行列のできる法律相談所「バファリン・プレミアム」（2017年7月30日、8月6日）
- キリン「午後の紅茶　おいしい無糖」（2018年）
- 丸亀製麺（2018年）
- サッポロビール「サッポロ 濃いめのレモンサワー」（2022年） - 瀬戸サオリと共演[56]
- ガスペック「給湯器なら在庫も豊富なガスペック編」「工事部隊編」（2022年）
- 日本マクドナルド「パパデリバリー編」（2023年） - 井ノ原快彦と共演[57]

### 舞台
- 『リトル・マーメイド』イン・コンサート（2018年2月11日 - 2月14日、東京 / 大阪） - シェフ・ルイ 役[58]
- 『メイビー、ハッピーエンディング』（2020年8月11日 - 30日、シアタークリエ） - ジェームズ 役[59]

### インターネット番組
- ビバビバ!オトモー♪（EZチャンネルプラス、2011年4月 - 2012年5月） - バッハ君 役（声の出演）
- HITOSHI MATSUMOTO presents ドキュメンタル（Amazonプライム・ビデオ、2017年） - シーズン2出演
- HITOSHI MATSUMOTO presents ドキュメンタル Documentary of Documental（2017年、Amazonプライム・ビデオ） - シーズン1出演
- DDT VS サイバーエージェント 路上プロレス-男色死亡遊戯-（AbemaTV、2017年12月21日）全10回
- とどけ!愛のうた（Paravi、2020年7月6日 - 10日） - 松倉純 役
- トークサバイバー!ラスト・オブ・ラフ（Netflix、2024年9月3日配信）[60][61]